# هیی

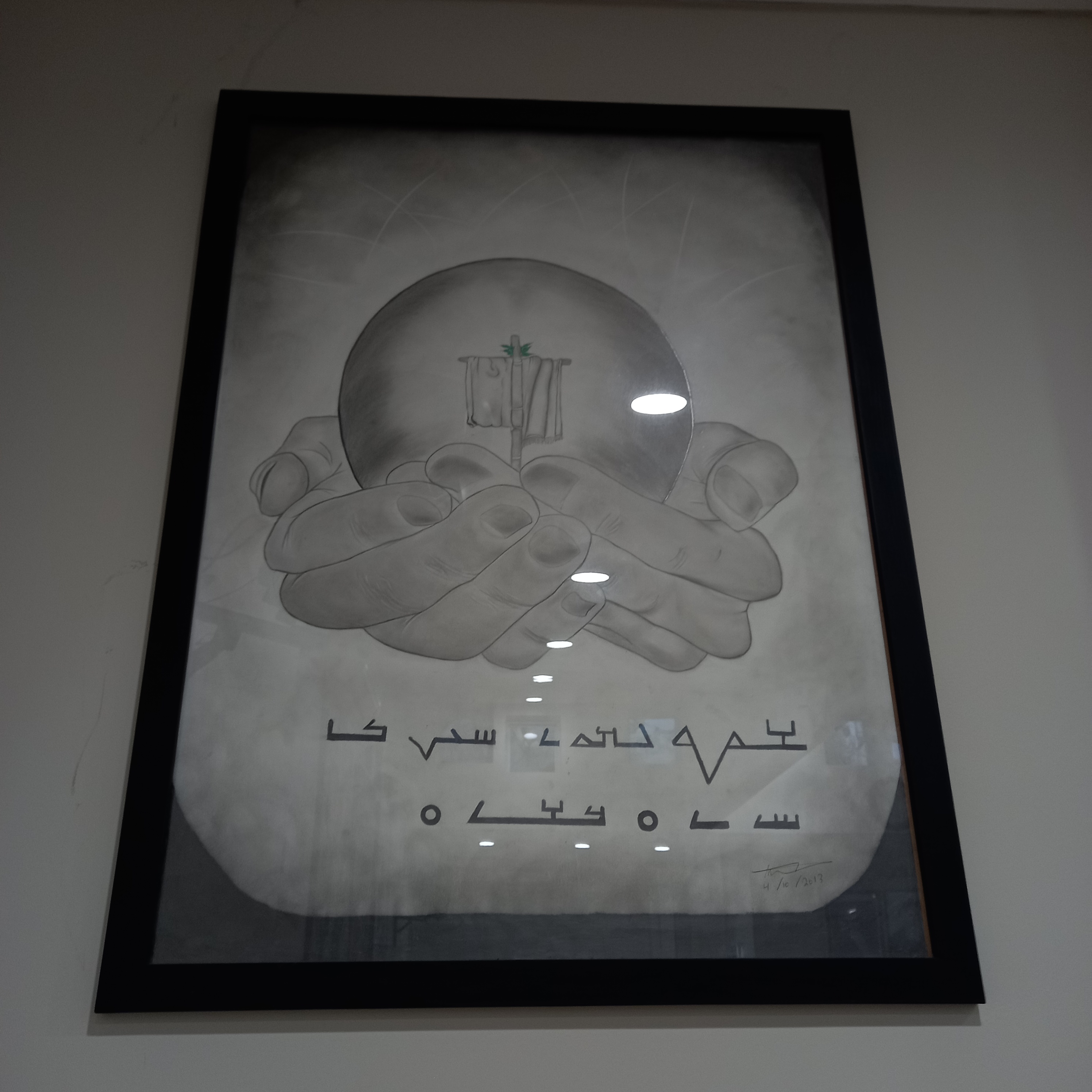
به نام هیی ربی (به مندایی: بشمیهون اد هیی ربی (ࡁࡔࡅࡌࡀࡉࡄࡅࡍ ࡖࡄࡉࡉࡀ ࡓࡁࡉࡀ))

هیی یا هیی ربی (به مندایی: ࡄࡉࡉࡀ ࡓࡁࡉࡀ) یا حیات اعظم نام خدای واحد و یگانه در دین مندائی است.ویژگی‌های این خدا در متون مقدس دینی مندائی کاملاً توصیف نشده و حالتی رمزگونه دارد.ویژگی فردی و شخصی و انسانی ندارد و معنی نامش حیات یا زندگی است.به عقیده مندائیان ماهیت هیی خارج از قدرت درک انسان است.نام هیی در متون مندایی گاه با صفت ربی بمعنی پروردگار همراه می‌شود.بر اساس اساطیر مندایی جایگاه هیی در بالاترین و منورترین نقطه عالم هستی اشخنتاست که در عالم نور یا همان آلما دنهورا قرار دارد.

## منبع
- عربستانی، مهرداد (۱۳۸۷)، تعمیدیان غریب، تهران: افکار، شابک ۹۶۴-۷۸۵۸-۶۵-۵